# Chien chinois de Chongqing
 (octobre 2019).
Le chien chinois de Chongqing (chinois : :重庆犬) en Chine, est une race de chiens originaire du Sichuan et de Chongqing, . Assez rare et très peu connu hors de sa région d'origine , il existe cependant quelques élevages aux États-Unis. Il en existe deux types, le chien de Chongqing, à proprement parler, et le chien de Chuandong, plus rare, plus grand, et au museau plus long.

## Histoire de la race
L'histoire de cette race remonte à la dynastie des Han de l'Ouest, il y a plus de 2000 ans. Des archéologues ont découvert le 20 avril 2000 un immense cimetière datant de la dynastie Han occidentale dans le district de Jiangbei à Chongqing. Un grand nombre de statues de terre cuite représentant des chiens similaires à cette race ont été trouvées. Certaines d'entre elles étaient, semble-t-il, des dieux protecteurs chargés d'accompagner les occupants des tombes de familles nobles dans l'au-delà.  
Ces chiens étaient autrefois très répandus dans la région de Chongqing. Ils descendent directement de races indigènes des régions voisines de Dazhu, Hechuan, Yongchuan, Lingshui et Guanan. Cette race ancienne a été développée et utilisée pour la chasse dans les montagnes de l'Est du Sichuan. Le Chien de Chongqing a perdu son rôle essentiel à cause de l'urbanisation et les effectifs de la race ont rapidement diminué.  
La restauration de la race fut entreprise dans les années 1970 avec succès. Ils sont depuis redevenus des chiens d'utilité et de compagnie populaires à Chongqing et ses environs.

## Tempérament
Ce chien est un excellent gardien de propriétés et un bon défenseur pour les familles. Il est courageux et intelligent. Son corps musclé et agile en faisait autrefois un parfait auxiliaire pour la chasse et un excellent protecteur pour ses maîtres, leur famille et leur propriété. Le chien de Chongqing peut protéger sa famille et ses propriétaires, mais si un étranger est aimable avec lui et que le propriétaire est présent, le chien saura le respecter. Cependant, ces chiens sont réputés pour être méfiants envers les inconnus et, s'ils sentent une menace, ils se mettront sur leurs gardes et attaqueront si de faux mouvements ou des actions suspectes sont commises.

## Voir également
- Shar Pei